# Ácido débil

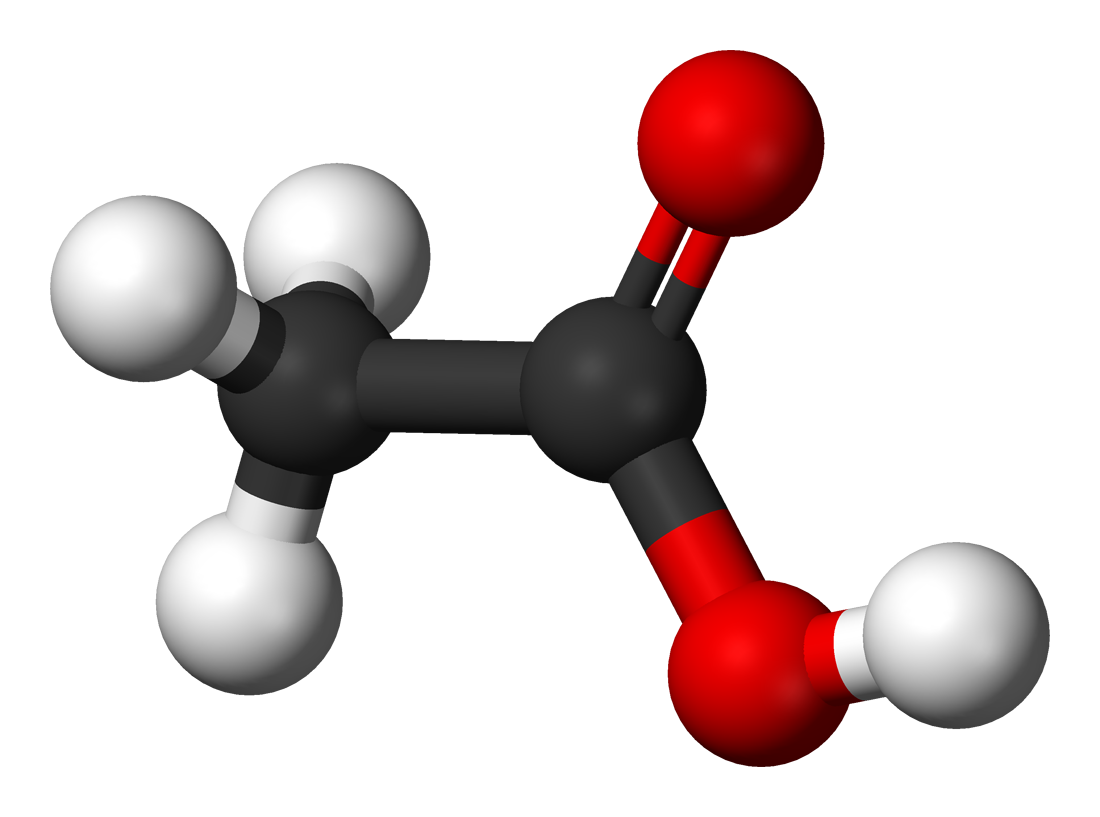
Molécula de ácido acético

Un ácido débil es aquel ácido que no está totalmente disociado en una disolución acuosa. Aporta iones {\displaystyle H^{+}} al medio, pero también es capaz de aceptarlos. Si representáramos el ácido con la fórmula general HA, en una disolución acuosa una cantidad significativa de HA permanece sin disociar, mientras que el resto del ácido se disociará en iones positivos {\displaystyle H^{+}} y negativos {\displaystyle A^{-}}, formando un equilibrio ácido-base en la siguiente forma:
Las concentraciones en equilibrio de reactivos y productos se relacionan mediante la constante de acidez ({\displaystyle K_{a}}), cuya expresión es: 
Cuanto mayor es el valor de {\displaystyle K_{a}}, más se favorece la formación de iones {\displaystyle H^{+}}, y más bajo es el pH de la disolución. La {\displaystyle K_{a}} de los ácidos débiles varía entre 1,80×10-16 y 55,50. Los ácidos con una constante {\displaystyle K_{a}} menor de 1,80×10-16 son ácidos más débiles que el agua. Los ácidos con una constante {\displaystyle K_{a}} de más de 55,50 se consideran ácidos fuertes y se disocian casi en su totalidad cuando son disueltos en agua.

## Ácidos débiles
La gran mayoría de los ácidos son débiles. Entre ellos, casi todos los ácidos orgánicos. Pueden considerarse ácidos débiles:
- El ácido acético, (CH3COOH) ácido orgánico responsable de la acidez del vinagre,
- El ácido cítrico, (C6H8O7) presente en los limones y otras frutas,
- El ácido bórico, (H3BO3) que se usa como antiséptico y en oftalmología,
- El ácido carbónico ({\displaystyle H_{2}CO_{3}}), que se emplea en refrescos y se halla en algunas lluvias ácidas
- El ácido fosfórico, (H3PO4) presente en muchos refrescos,
- El ácido hipobromoso ({\displaystyle HBrO}),
- El ácido sulfhídrico o sulfuro de hidrógeno ({\displaystyle H_{2}S}).
- También algunas sales, como el fosfato de amonio {\displaystyle (NH_{4})H_{2}PO_{4}}).

OMAN15